# Camaleó pantera
El camaleó pantera (Furcifer pardalis) és una espècie de sauròpsid (rèptil) escatós de la família dels camaleònids endèmic de Madagascar de mida gran i colors característics. L'espècie pot presentar diverses coloracions, més o menys característiques dels diferents llocs on es trobi.
És un dels camaleons més grans, els mascles assoleixen els 55 cm de longitud inclosa la cua, i les femelles els 35 cm. La femella viu al voltant de 3 anys, el mascle pot arribar a 5 anys. Aquest camaleó s'alimenta de diversos insectes que passen al seu abast. Els seus costums són diürns i exclusivament arborícoles. És un animal ovípar, que diposita entre 10 i 14 ous per posada. Introduït a l'illa de la Reunió on s'ha naturalitzat, es denomina endormi de la Reunió, lendormi o també zendormi. Es beneficia, encara que té origen exòtic, de l'estatut d'espècie protegida. També es troba a l'illa Maurici.
En una forma de dimorfisme sexual, els mascles són de colors més vibrants que les femelles. La coloració varia segons la ubicació, i els diferents patrons de color dels camaleons pantera s'anomenen comunament "locales", que reben el nom de la ubicació geogràfica on es troben. Els camaleons panteres de les zones de Nosy Be, Ankify i Ambanja solen ser d'un blau vibrant, i els d'Ambilobe, Antsiranana i Sambava són de color vermell, verd o taronja. Les zones de Maroantsetra i Tamatave produeixen principalment exemplars vermells. Nombroses altres fases i patrons de color es produeixen entre i dins de les regions. Les femelles generalment es mantenen marrons i marrons amb tocs de rosa, préssec o taronja brillant, independentment d'on es trobin, però hi ha lleugeres diferències en els patrons i colors entre les diferents fases de color.